# Kandanos-Selino
Kandanos-Selino (gr. Δήμος Καντάνου-Σελίνου, Dimos Kandanu-Selinu) – gmina w Grecji, w administracji zdecentralizowanej Kreta, w regionie Kreta, w jednostce regionalnej Chania. Siedzibą gminy jest Paleochora, a siedzibą historyczną jest Kandanos. W 2011 roku liczyła 5431 mieszkańców. Powstała 1 stycznia 2011 roku w wyniku połączenia dotychczasowych gmin: Kandanos, Anatoliko Selino i Pelekanos.